# Human (album Brandy)
Human – album Brandy wydany przez Sony BMG 2008 roku. W USA album rozszedł się w czterech milionach egzemplarzy, a na świecie w dziewięciu. Wydane zostały z niego cztery single: Right Here (Departed), The Definition, Long Distance, i True .

## Lista utworów
1. "Human Intro" (Brandy Norwood) — 0:19
2. "The Definition" (Cristyle Johnson, Rodney "Darkchild" Jerkins) — 3:43
3. "Warm It Up (with Love)" (Marvin "Tony" Hemmings, Jerkins, Jordan Omley) — 4:03
4. "Right Here (Departed)" (Evan "Kidd" Bogart, Victoria Horn, Jerkins, Erika Nuri, David "DQ" Quiñones) — 3:39
5. "Piano Man" (Marvin Hemmings, Jerkins, Omley)  — 3:59
6. "Long Distance Interlude" (Norwood) — 0:59
7. "Long Distance" (Jeff Bhasker,  Jerkins, Philip Lawrence, Bruno Mars) — 3:51
8. "Camouflage" (Jerkins, Claude Kelly) — 4:04
9. "Torn Down" (James Fauntleroy, Kevin Risto, Dapo Torimiro, Waynne Nugent) — 3:32
10. "Human" (Norwood, Toby Gad, Jenny-Bea Englishman, Lindy Robbins) — 3:53
11. "Shattered Heart" (Jerkins, Johnson, LaShawn Daniels)  — 3:53
12. "True" (Nadir Khayat, Kelly) — 3:47
13. "A Capella (Something's Missing)" (Kenneth C. Coby, Tiyon "TC" Mack, Chad C. Roper, LeChe Martin) — 3:34
14. "1st & Love" (Christopher "Lonny" Breaux, Rich "TK" King, Chauncey Hollis, Jesse Woodard) — 3:20
15. "Fall" (Natasha Bedingfield, Daniels, Brandy Norwood, Brian Seals) — 4:21[2][3]

U.S. iTunes bonus track

### Dodatki
1. "Gonna Find My Love" (Norwood, Gad, Robbins) — 3:27[5]

U.S. iTunes Deluxe Edition bonus tracks
1. "Gonna Find My Love" — 3:30
2. "Locket (Locked in Love)" (Breaux, King) — 3:46
3. "Right Here (Departed)" (Mad Decent Right Mad Mix) — 4:34
4. "Long Distance" (a cappella) — 3:48
5. "Right Here (Departed)" (Seamus Haji & Paul Emanuel Club Mix) — 10:53 (pre-order only)
6. "Right Here (Departed)" (music video) — 3:43

Walmart bonus track
1. "Long Distance" (Mad Decent Right Mad Remix) — 4:56
2. "Right Here (Departed)" (Moto Blanco Radio Edit) — 3:32

Japan Limited Edition Bonus Tracks
1. "Gonna Find My Love" — 3:30
2. "Locket (Locked in Love)" — 3:46
3. "Right Here (Departed)" (Remix) (featuring Sean Kingston) — 3:43
4. "Right Here (Departed)" (Moto Blanco Radio Edit) — 3:32
5. "Right Here (Departed)" (Seamus Haji & Paul Emanuel Club Mix) — 10:53